# Phaseolus ritensis
Phaseolus ritensis är en ärtväxtart som beskrevs av Marcus Eugene Jones. Phaseolus ritensis ingår i släktet bönor, och familjen ärtväxter. Inga underarter finns listade i Catalogue of Life.